# Peggy Whitsonová
Peggy Annette Whitsonová (* 9. února 1960 v Mount Ayr, Iowa, USA) je americká biochemička, astronautka NASA, 419. člověk ve vesmíru. V letech 2002–2008 absolvovala dva půlroční a jeden devítiměsíční let na Mezinárodní vesmírnou stanici. V současnosti je ředitelkou pro kosmické lety s posádkou ve společnosti Axiom Space. V roce 2023 se na ISS podívala počtvrté jako velitelka komerčního letu Axiom Mission 2 a o 2 roky později popáté jako velitelka Axiom Mission 4. Je držitelkou několika kosmonautických rekordů včetně nejdelší souhrnné délky kosmických letů mezi ženami (695 dní).

## Mládí a vzdělání
Peggy Whitsonová pochází z Mount Ayr v Iowě, studovala biologii a chemii na Iowa Wesleyan College (bakalářský titul, 1981) a biochemii na Rice University v Houstonu (doktorát, 1985). Poté (1986–1988) byla zaměstnancem Národní výzkumné rady přiděleným do Johnsonova vesmírného střediska. Od roku 1988 pracovala pro dodavatele NASA společnost KRUG International. Roku 1989 přešla do oddělení biochemických výzkumů Johnsonova vesmírného střediska a od roku 1993 do oddělení medicíny. Současně od roku 1991 působila na Texaské univerzitě v Galvestonu.

## Kariéra v NASA
V květnu 1996 byla v 16. náboru NASA vybrána mezi astronauty. Po dvouletém kurzu všeobecné kosmické přípravy získala kvalifikaci letové specialistky. V letech 1998–1999 vedla skupinu podpory posádek v Rusku.

### 1. let
V červenci 1999 byla zařazena do záložní posádky Expedice 3 a hlavní posádky Expedice 5 společně s kosmonauty Valerijem Korzunem a Sergejem Treščovem. Všichni tři 5. června 2002 odstartovali do vesmíru na palubě raketoplánu Endeavour (let STS-111). Nahradili kolegy z Expedice 4 a na půl roku se zabydleli na stanici. S doprovodem Korzuna podnikla Whitsonová 16. srpna 2002 svůj první výstup do volného prostoru. Trval 4 hodiny a 25 minut a dvojice při něm namontovala protimeteorické panely na modul Zvezda. V prosinci přiletěli členové Expedice 6 a Korzun, Treščov a Whitsonová se vydali zpět na Zemi. Přistáli na Floridě 7. prosince 2002 po 184 dnech 22 hodinách a 14 minutách letu.

### 2. let
V červenci 2005 byla Whitsonová zařazena do skupiny astronautů určených pro Expedice 15, 16, 17. V prosinci 2005 byla jmenována velitelkou záložní posádky Expedice 14, spolu s palubním inženýrem Jurijem Malenčenkem, v květnu 2006 byl do posádky zařazen také Clayton Anderson. V srpnu 2006 byli Whitsonová a Malenčenko určeni za hlavní posádku pro Expedici 16.
Na svou misi odstartovali 10. října 2007 v Sojuzu TMA-11, třetím členem posádky byl malajsijský kosmonaut Sheikh Muszaphar Shukor. Po spojení s ISS během týdne přebrali stanici od Expedice 15. Fjodor Jurčichin a Oleg Kotov se s Shukorem vrátili na Zemi a členové Expedice 16 zůstali na stanici. 
Whitsonová jako historicky první velitelka ISS během obvyklého půlročního pobytu na stanici absolvovala celkem pět výstupů do volného prostoru. Při prvním ji doprovázel Malačenko – 9. listopadu 2007 během 6 hodin a 55 minut připravili spojovací adaptér PMA-2 k přesunu na modul Harmony. Při zbylých čtyřech výstupech 20. a 24. listopadu 2007, 18. prosince 2007 a 30. ledna 2008 byl jejím společníkem Daniel Tani a společně strávili celkem 28 hodin a 26 minut vnějším připojováním modulu Harmony ke zbytku stanice, inspekční činností na elektrickém systému stanice a výměnou motoru na jednom z otočných solárních polí stanice. Celková délka dosavadních šesti výstupů Whitsonové dosáhla 39 hodin a 46 minut.
Malačenko s Whitsonovou přistáli 19. dubna 2008 po letu trvajícím 191 dní 19 hodin a 13 minut. Na palubě s nimi byli i korejská kosmonautkou I So-jon, která se vracela ze svého desetidenního letu.

### Vedoucí kanceláře astronautů
Nedlouho po ukončení druhé mise a následné rehabilitace byla v říjnu 2009 jmenována vedoucí kanceláře astronautů NASA jako nástupkyně Stevena Lindseye. Byla první ženou a prvním neletcem v této funkci a vykonávala ji do července 2012, kdy se vrátila do stavu aktivní přípravy na další kosmický let; pozice se místo ní ujal Robert Behnken.

### 3. let
Peggy Whitsonová se na ISS vrátila i při své třetí misi o osm a půl roku později. Po startu 17. listopadu 2016 z kosmodromu Bajkonur v Kazachstánu se společně s velitelem Olegem Novickým a Thomasem Pesquetem v lodi Sojuz MS-03 připojila k Mezinárodní vesmírné stanici 19. listopadu 2016 jako plánovaná velitelka Expedice 51. V březnu 2017 byla její mise na ISS prodloužena o další 3 měsíce – zatímco Novickij a Pesquet se na Zemi vrátili v Sojuzu MS-03, v němž startovali, Whitsonová přistála 3. září 2017 v Kazachstánu v lodi Sojuz MS-04. 
Během svého rekordního letu Whitsonová mimo jiné absolvovala další 4 výstupy do volného prostoru – 6. ledna a 30. března 2017 s Robertem Kimbroughem, 12. a 23. května 2017 s Jackem Fischerem. Během 20 hodin a 35 minut splnila řadu montážních a údržbářských úkolů, včetně výměny baterií v elektrickém systému stanice, zapojení spojovacího adaptéru PMA-3 nebo instalace antén na modul Destiny. Celkovou dobu všech svých 10 výstupů zvýšila na 60 hodin a 21 minut.
Devět měsíců po návratu ze 3. letu Peggy Whitsonová odešla z NASA.

## Kariéra v Axiom Space
Další kroky Peggy Whitsonové zamířily do soukromé společnosti Axiom Space zajišťující komerční lety na ISS a připravující se na budoucí vypuštění čistě soukromé vesmírné stanice Stanice Axiom.
V lednu 2021 společnost zveřejnila, že se Whitsonová stala záložní velitelkou první mise k ISS Axiom Mission 1.
Koncem roku 2022 vyšlo najevo, že je ve společnosti Axiom Space ředitelkou pro kosmické lety s posádkou.

### 4. let
V květnu 2021 Axiom Space oznámila, že Whitsonová bude velitelkou druhého komerčního letu k ISS, Axiom Mission 2. Zbytek posádky tvořil komerční astronaut John Shoffner a dva astronauti vyslaní Saúdskou vesmírnou komisí, Alí al-Qarní a Rajjána Barnáwíová.
Start se po několika odkladech uskutečnil 21. května a loď Crew Dragon Freedom se k ISS připojila o den později. Čtveřice se během letu kromě seznámení se stanicí a pozorování Země věnovala vědeckému programu. Ten tvořilo přes 20 multidisciplinárních experimentů z oblastí věd o životě, výzkumu člověka, fyzikálních věd a technologií, a navíc několik osvětových výzkumů v oblasti technologií, inženýrství, umění a matematiky.
Loď se po všech nezbytných procedurách od ISS odpojila 30. května 2023 a další den přistála do vod Mexického zálivu poblíž floridského města Panama City.

### 5. let
Záhy po návratu ze 4: letu Whitsonová prohlásila, že se těší na další příležitost opustit Zemi. Ta přišla poměrně brzy, když Axiom Space v srpnu 2024 oficiálně oznámila její jméno coby velitelky posádky svého dalšího letu Axiom Mission 4, kterou s ní tvořili se tři komerční astronauti, Ind Šubanšu Šukla, Polák Sławosz Uznański-Wiśniewski a Maďar Tibor Kapu. V té době se počítalo se startem na jaře 2025, termín však byl z různých důvodů několikrát odložen, a tak čtveřice odstartovala z Floridy 25. června 2025 ve zcela novém, celkem pátém a posledním exempláři lodi Crew Dragon, pojmenovaném Grace. K ISS se připojili o den později s očekáváním dvoutýdenního letu. Ten se ale nakonec protáhl na celých 18 dní. Mezinárodní posádka ze stanice odletěla 14. července 2025 a o necelý den později přistála do vod Tichého oceánu nedaleko pobřeží Kalifornie. Whitsonová s 20 dny a 3 hodinami letu upevnila postavení v čele žebříčku podle celkové délky absolvovaných letů.

## Kosmonautické rekordy
Peggy Whitsonová je držitelkou několika celosvětových a amerických kosmonautických rekordů:
- největší souhrnná délka kosmických letů mezi americkými astronauty i astronautkami – 695 dní, 6 hodiny a 48 minut (do té doby rekordních 534 dní Jeffreyho Williamse překonala 24. dubna 2017);[34] současně jde o největší souhrnnou délku kosmických letů mezi všemi astronautkami a kosmonautkami;
- nejstarší žena, která vyletěla do vesmíru – držitelkou rekordu se stala při svém třetím letu, k němuž se vydala v bezmála 57 letech;[35][36] svou pozici rekordmanky potvrdila při svém čtvrtém letu, když startovala ve věku 63 let, i při pátém v 65 letech;
- největší počet absolvovaných výstupů do volného prostoru mezi ženami – během svých misí na ISS vystoupila mimo stanici celkem 10×,[37] ale držitelkou rekordu se stala už svým osmým výstupem 30. března 2017;[38]
- nejstarší žena, která uskutečnila výstup do vesmíru – při posledním výstupu 23. května 2017 jí bylo 57 let;
- první velitelka Mezinárodní vesmírné stanice[39] – až do roku 2005, kdy Whitsonová tuto funkci zastávala při svém druhém kosmickém letu, byli veliteli ISS pouze muži.

Díky své třetí misi od listopadu 2016 do září 2017 byla Peggy Whitsonová s 289 dny 5 hodinami a 2 minutami také rekordmankou v délce jednotlivého letu mezi všemi astronautkami a kosmonautkami. O tento primát ji ale těsně před koncem roku 2019 připravila Christina Kochová, která později svůj rekordní let ukončila se záznamem 328 dní, 13 hodin a 59 minut.